# Constantia microscopica
Constantia microscopica är en orkidéart som beskrevs av Francisco E.L.de Miranda. Constantia microscopica ingår i släktet Constantia, och familjen orkidéer. Inga underarter finns listade i Catalogue of Life.